# Toren van de voormalige Sint-Michaëlkerk

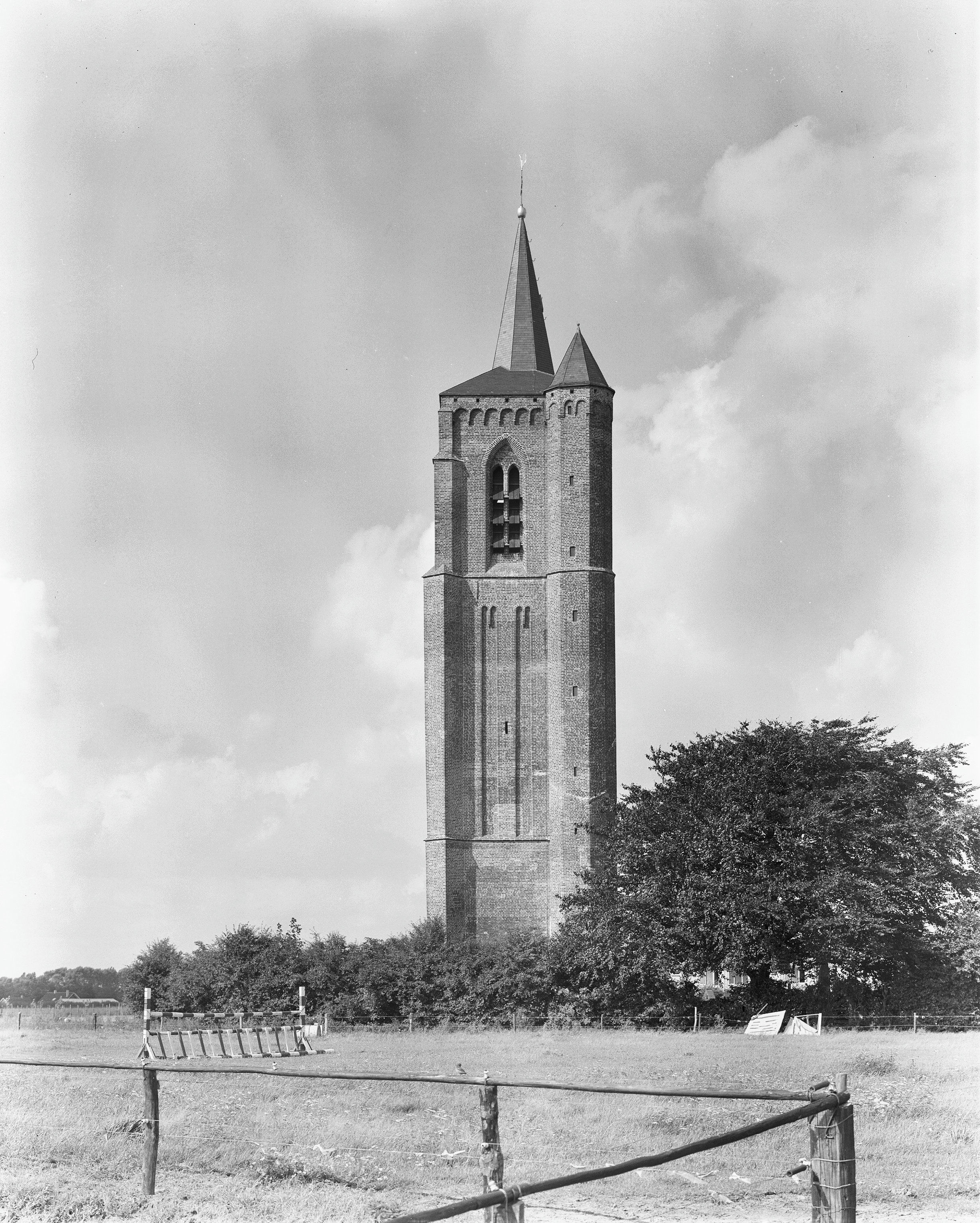
Aanzicht vanuit het zuiden, 1969.

De Sint-Michaëlkerk is een voormalig kerkgebouw in Beek en Donk in de gemeente Laarbeek in de Nederlandse provincie Noord-Brabant. Van dit kerkgebouw resteert enkel een losstaande kerktoren met kerkhof, aan de Molenweg in Beek.

## Geschiedenis
In de 15e eeuw werd er aan de tegenwoordige Molenweg een Sint-Michaelkerk gebouwd 'eenzaam op de akkers', tussen enkele gehuchten in, vrij van andere gebouwen. Na een instorting in de eerste helft van de 17e eeuw werd de kerk in 1672 herbouwd; daarbij bleef de 15e-eeuwse toren behouden.
Vanaf rond 1685 kerkten de katholieken in een schuurkerk, waar nu het Heuvelplein en de Pater Becanusstraat zijn. In de 17e eeuw waren namelijk alle katholieke kerken in Beek en Donk overgegaan aan de hervormden. Doordat ze amper gebruikt werden, raakten ze in verval. Toen de katholieken in 1809 hun oude kerk aan de Molenweg terugkregen, was deze in zeer slechte staat. Omdat gebruik voor de eredienst te gevaarlijk was, werd het gebouw omstreeks 1813 afgebroken; ook nu bleef de kerktoren behouden.
In 1835 werd een nieuwe Sint-Michaëlkerk aan het Heuvelplein in gebruik genomen. Deze Waterstaatskerk werd een eeuw later, in 1935, vervangen door de huidige Sint-Michaëlkerk aan de Kerkstraat.

## Opbouw
De bakstenen kerktoren heeft drie geledingen met in de bovenste geleding galmgaten en in de middelste spaarvelden. Op de hoeken van de toren bevinden zich overhoekse steunberen; die op de zuidoostelijke hoek is verbonden met een traptoren met stenen spiltrap. De toren wordt gedekt door een spits die aan de basis vierhoekig is, maar sterk ingesnoerd is tot een achtkantige naaldspits.

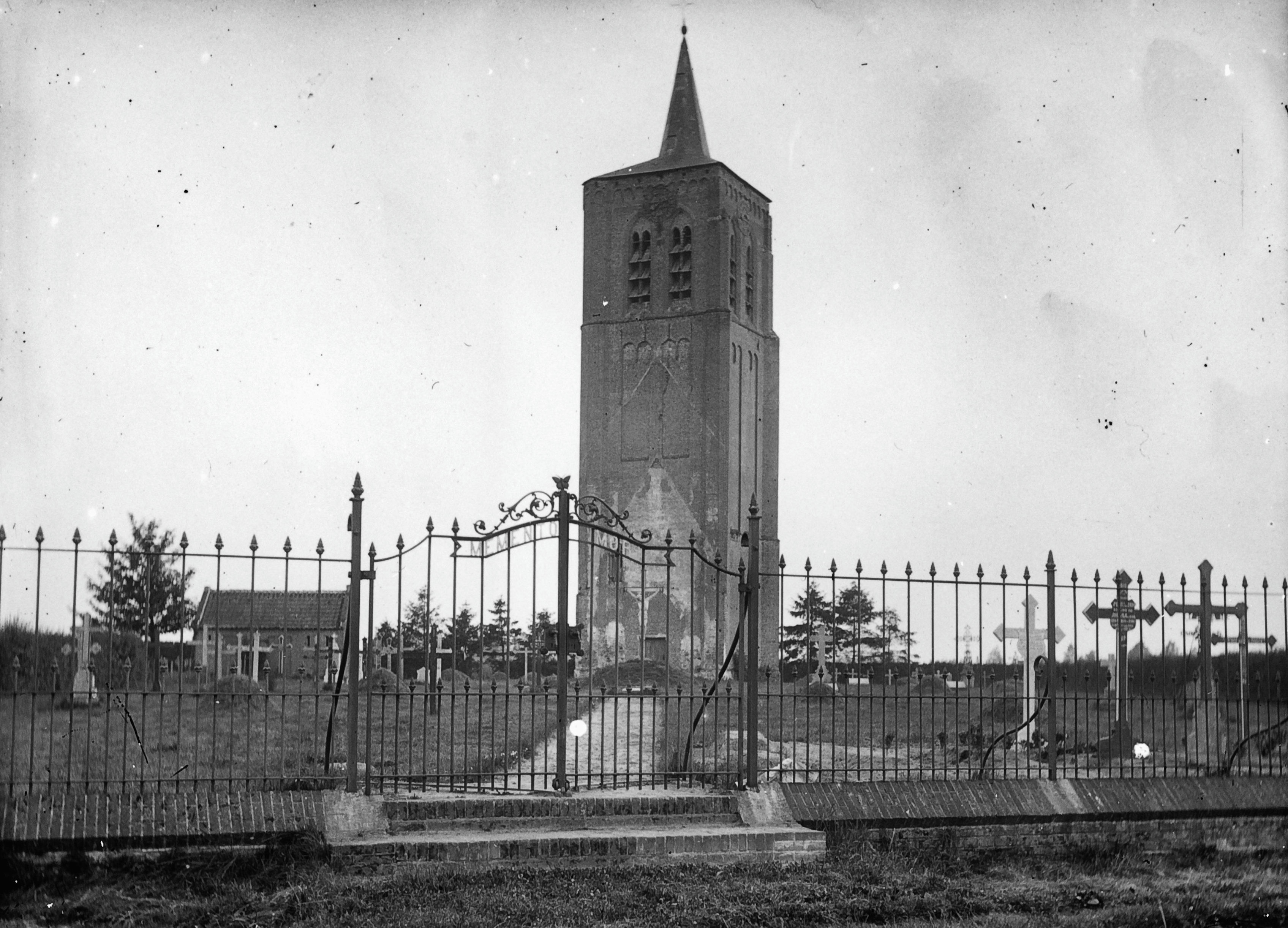
Aanzicht vanuit het noorden. Duidelijk zijn twee afdrukken te zien waar vroeger een schip aansloot.